# Campodorus celator
Campodorus celator är en stekelart som först beskrevs av Holmgren 1876.  Campodorus celator ingår i släktet Campodorus, och familjen brokparasitsteklar. Arten är reproducerande i Sverige.